# Romy Schneider
Romy Schneider (født 23. september 1938 i Wien, død 29. maj 1982 i Paris) var en tysk-fransk skuespiller, der indspillede film med flere store instruktører som Orson Welles, Luchino Visconti og Claude Sautet.

## Liv og karriere
Romy Schneider fødtes som Rosemarie Magdalena Albach-Retty i en skuespillerfamilie i Wien. Hendes forældre blev skilt i 1945, hvorpå hun fik sin mors efternavn, Schneider. Moderen, der selv var skuespiller, begyndte snart at promovere Romy samt sønnen Wolfi, og Romy Schneider debuterede på film i 1953 i filmen Når syrenerne blomstrer. Blot to år senere fik hun sit store gennembrud som Elisabeth af Bayern i filmen Sissi.
I løbet af 1960'erne fik Romy Schneider flere roller som intelligent, aristokratisk kvinde i en række europæiske film. Hun mødte Alain Delon, og hun fulgte med ham og bosatte sig i Paris i 1958. Hendes privatliv var ret turbulent, og efter en række år som Delons kæreste mødte hun den tyske instruktør Harry Meyen, som hun i 1966 giftede sig med. Parret blev skilt i 1975 efter at have fået sønnen David. Efter skilsmissen giftede hun sig hurtigt efter med sin privatsekretær, med hvem hun fik datteren Sarah. I 1981 blev hun separeret.
Efter bruddet med Alain Delon i privatlivet fortsatte Schneider med at indspille film med ham. Blandt disse film var La Piscine fra 1969, en sexet thriller, der viste nye facetter af hendes talent. Op gennem 1970'erne manifesterede hun sig som en af fransk films store kvindelige stjerner, og hun vandt to César-priser for bedste kvindelige skuespiller for filmene Vigtigst er at elske fra 1974 og Marie - en kvindes frihed fra 1978.
I sommeren 1981 omkom hendes søn ved en tragisk ulykke, og Romy Schneider druknede sorgen i alkohol. Året efter blev hun fundet død på et hotelværelse, og gisninger gik på selvmord. Dette blev ikke bekræftet, men der blev i øvrigt ikke foretaget obduktion.

## Filmografi
Romy Schneider har blandt andet indspillet følgende film:
- Når syrenerne blomstrer (1953)
- Oh, mein Papa (1954)
- Sissi (1955)
- Sissi, den unge kejserinde (1956)
- Robinson skal ikke dø (1957)
- Sissi på tronen (1957)
- Piger i uniform (1958)
- Kun solen var vidne (1960)
- Boccaccio '70 (1962)
- Processen (1962)
- Kardinalen (1963)
- Sejrherren (1963)
- Lån mig din mand (1964)
- Hva' nyt, Pussycat? (1965)
- Intermezzo i sommernatten (1966)
- La Piscine (1969)
- Små ting i livet (1970)
- Max og Lily (1971)
- Mordet på Trotsky (1971)
- Ludwig (1972)
- Mig eller David (1972)
- Flugten til friheden (1973)
- Vigtigst at elske (1974)
- En mand søger hævn (1975)
- Marie - en kvindes frihed (1978)
- Fremmede i natten (1980)
- Madame Emma, en kvinde med magt (1981)
- Mistænkt (1981)